# Christuskirche (Meckenheim)

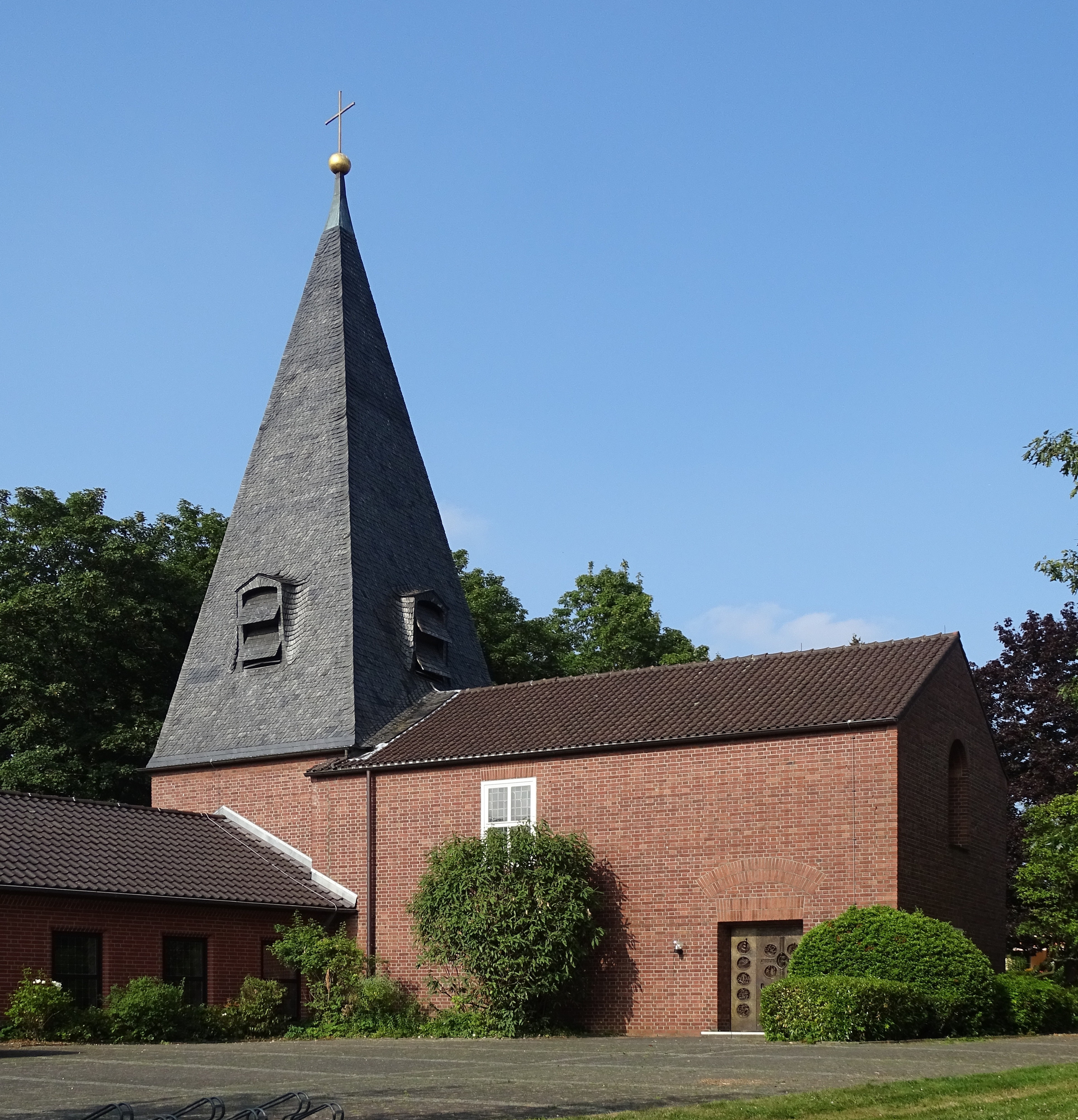
Die Christuskirche in Meckenheim

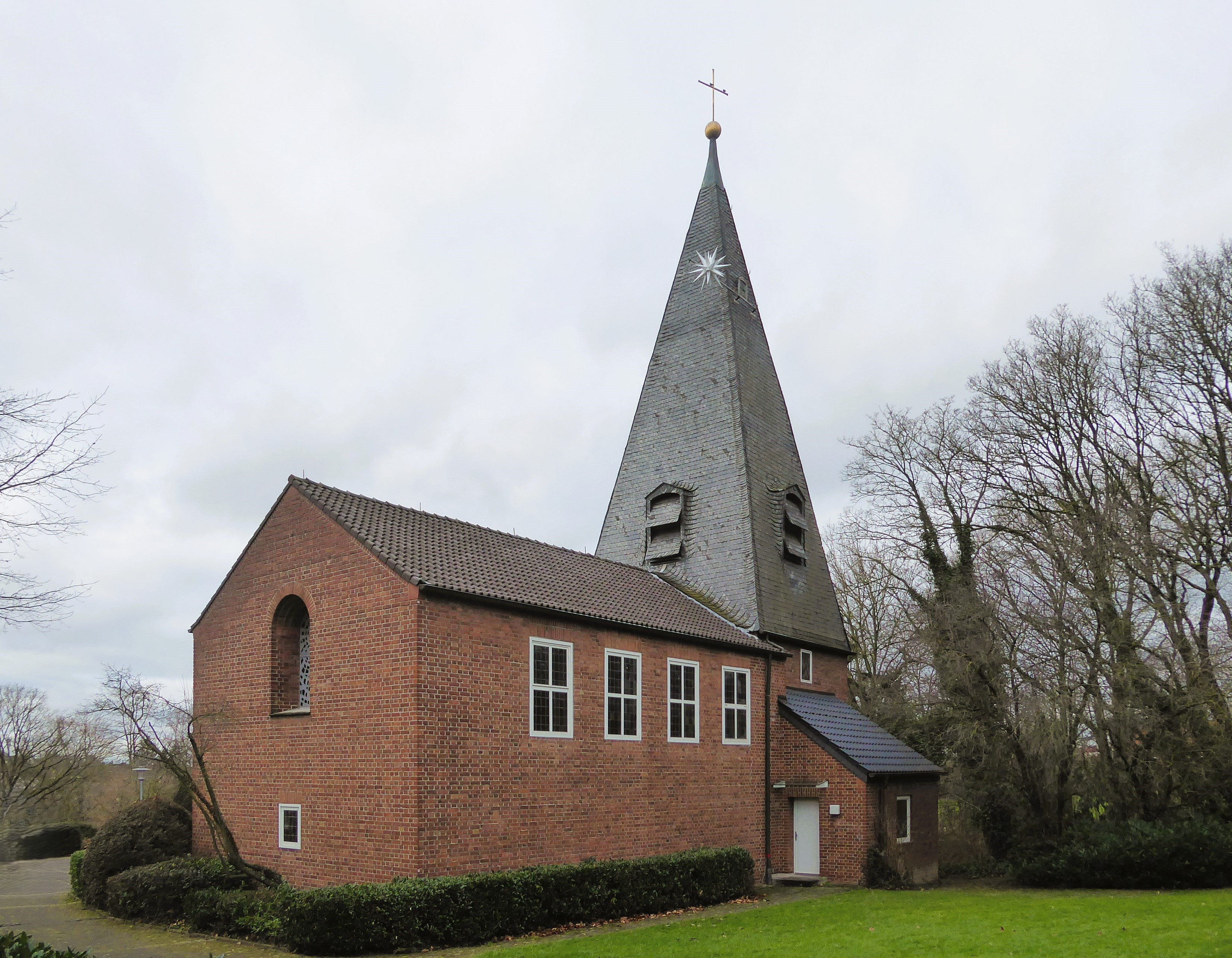
Ansicht von Nordosten

Die evangelische Christuskirche ist ein Kirchengebäude in Meckenheim im Rhein-Sieg-Kreis. Sie gehört zur Kirchengemeinde Meckenheim im Kirchenkreis Bad Godesberg-Voreifel der Evangelischen Kirche im Rheinland.

## Geschichte
Pläne für ein evangelisches Kirchengebäude in Meckenheim gehen auf das Jahr 1952 zurück. Nach Ausschreibung eines Architektenwettbewerbs wurde Heinrich Otto Vogel mit dem Entwurf für das Gotteshaus beauftragt, den er 1957 in Form der Errichtung einer modernen Chorturmkirche vorlegte; noch im gleichen Jahr erfolgte die Grundsteinlegung. Die Einweihung der in Backstein errichteten Kirche erfolgte schließlich am 18. September 1960.
Die schlichte Saalkirche ist auf den nach Norden ausgerichteten Altarraum orientiert, der als historisierendes Gestaltungselement mit einem backsteinernen Kreuzgratgewölbe versehen ist. Über diesem leicht erhöhten Chorraum erhebt sich ein weithin sichtbarer gotisierender Spitzhelm. 1985 wurde an das Gotteshaus als Erweiterung das große Gemeindezentrum angefügt.
Im Oktober 2021 beschloss das Presbyterium, die Kirche nicht weiter zu nutzen, auch, weil der Anteil der gläubigen Protestanten alleine von 2000 bis 2021 von ca. 40 % auf knapp 27 % gesunken war bei weiterhin sinkender Tendenz. Zudem befindet sich die Kirchengemeinde in Meckenheim in einer prekären finanziellen Lage, wodurch sie die Anzahl ihrer Standorte von drei auf lediglich einen reduzieren möchte, auch die sogenannte „Arche“ in Merl wird schließen. Die Stadt Meckenheim stieg daraufhin in Verhandlungen ein, um die Kirche zu kaufen, dabei wurde ein Preis von etwa 2 Millionen Euro für das gesamte Gelände kolportiert. Ziel war es zunächst, die Kirche abzureißen und das Gelände für die städtebauliche Entwicklung und unter anderem für eine Kita, die ihren ursprünglichen Standort aufgrund der Flut am Swistbach 2021 verloren hatte, sowie neue Wohngebäude zu nutzen. Im Februar 2025 wurde bekannt, dass der Verkauf an die Stadt Meckenheim gescheitert ist, da der Landschaftsverband Rheinland und die Stadt Meckenheim das Gebäude voraussichtlich unter Denkmalschutz stellen werden und damit eine geplante Bebauung nicht mehr möglich ist. Grund für die Erklärung zum Denkmal ist laut Landschaftsverband, dass die Kirche für die Kirchbauarchitektur der Nachkriegszeit ein „sehr anschauliches und qualitätsvolles Beispiel“ darstelle. Die Kirchengemeinde möchte nun versuchen, das Gelände an einen anderen Nutzer zu verkaufen.
Anfang 2025 sollen in der Kirche die letzten Gottesdienste stattfinden.